# انجيلو نيومان
انجيلو نيومان (بالألمانية: Angelo Neumann) (و. 1838 – 1910 م) هو مؤلف، ومغني أوبرا، ومخرج، ومغني، وكاتب ألماني، ولد في ستوبافا، توفي في براغ، عن عمر يناهز 72 عاماً.